# Niels Erik Leschly
Niels Erik Leschly (født 23. februar 1910 i Gentofte, død 2. november 1986 i Gentofte) var en dansk officer, kammerherre og militaryrytter.
Han var søn af generalmajor Erik Leschly, blev premierløjtnant i rytteriet 1933 og blev berider-, generalstabs- og NATO-stabsuddannet. 1943-45 indgik han som ritmester i Den Danske Brigades stab i Stockholm og London (dæknavn "Niels Jönson"), blev 1951 oberstløjtnant og var på kursus i USA i Kentucky og Californien 1955-61 og 1968-72. Leschly blev oberst og chef for Gardehusarregimentet fra 1955, var chef for Hærens Officersskole på Frederiksberg Slot 1959-61 og kommandant på Bornholm og leder af Bornholms Værn 1968-71. Han var midlertidig NATO-generalmajor 1961-68 ved NATO's militærkomité i Washington D.C. samt militærattaché i USA og Canada 1961-64. Stedfortrædende stabschef ved NATO's nordkommando, Kolsås ved Oslo 1964-68.
Leschly blev derpå chef for H.M. Kongens adjudantstab 1971-72, for H.M. Dronningens 1972 og tog afsked 1972.
Han deltog på hesten Wartburg i military i OL i Berlin 1936, hvor han blev diskvalificeret efter dressurøvelsen i den individuelle konkurrence. Da resultaterne i den individuelle konkurrence indgik i holdkonkurrencen, blev Danmark diskvalificeret her. Han blev danmarksmester i military 1935, i ridebanespringning 1937, autoriseret international skoleridningsdommer 1959, førsteudgiver og redaktør af panservåbnets blad Kentaur 1954-57, medforfatter af bogen Frederiksberg Slotskirke 1710-1960 og formand for Københavns Officersforening 1959-61. Han blev tildelt Det Danske Spejderkorps' hæderstegn 1961.
Han blev gift 2. april 1938 med Agnete Ehnhuus (13. august 1917 på Hindsgavl -), datter af godsejer Hans Wissing Ehnhuus (død 1945) og hustru Sophie f. Hedemann.

## Ordener
- Kommandør af 1. grad af Dannebrogordenen
- Dannebrogordenens Hæderstegn
- Kong Frederik IX's Mindetegn
- Hæderstegnet for god tjeneste ved Hæren
- Officer af Legion of Merit
- Kommandør af Finlands Hvide Roses Orden
- Kommandør af Æreslegionen